# La casa de las bellas durmientes
La casa de las bellas durmientes (眠れる美女, Nemureru bijo) es una novela corta del escritor japonés ganador del Premio Nobel Yasunari Kawabata. Fue traducida por primera vez al castellano por Pilar Giralt Gorina en la colección La Casa de las Bellas Durmientes y otras historias (1978).
La novela cuenta la historia de Eguchi, un solitario anciano a quien un amigo le ha recomendado visitar una misteriosa posada atendida por una mujer madura. En ella, los hombres mayores pagan para dormir junto a hermosas jóvenes que han sido previamente narcotizadas, pero con la condición de que no se realizará ningún acto sexual. Durante las noches que Eguchi yace junto a las desnudas muchachas, evoca recuerdos de su vida amorosa y sexual, al igual que realiza reflexiones sobre el porqué de la posada y el efecto que causa en los ancianos dormir junto a mujeres de una edad tan distante.
Esta obra fue adaptada a teatro por el dramaturgo estadounidense David Henry Hwang. Inspiró también la novela corta Memoria de mis putas tristes de Gabriel García Márquez, en la cual se cita el comienzo de esta: «No debía hacer nada de mal gusto, advirtió al anciano Eguchi la mujer de la posada. No debía poner el dedo en la boca de la mujer dormida ni intentar nada parecido». Fue también una de las fuentes de inspiración para la película australiana Sleeping Beauty, dirigida por Julia Leigh.

## Adaptaciones

### En el cine
- 1968: Les Belles Endormies, película de Kōzaburō Yoshimura.
- 1992: El dormitorio de Hisayasu Satō.
- 2001: Bellas durmientes de Eloy Lozano.
- 2006: Das Haus der schlafenden Schönen de Vadim Glowna.
- 2010: Joseph et la Fille, de Xavier de Choudens, se inspira en el libro.
- 2011: El libro es una de las fuentes de inspiración para la película australiana Sleeping Beauty, presentada en el Festival Internacional de Cine de Cannes de 2011.

### En el teatro
- 1997: Les Belles Endormies, dirigida por Hans-Peter Cloos